# Martinvast
Martinvast és un municipi francès situat al departament de la Manche i a la regió de Normandia. L'any 2007 tenia 1.145 habitants.

## Demografia

### Població
El 2007 la població de fet de Martinvast era de 1.145 persones. Hi havia 417 famílies de les quals 82 eren unipersonals (39 homes vivint sols i 43 dones vivint soles), 138 parelles sense fills, 177 parelles amb fills i 20 famílies monoparentals amb fills.
La població ha evolucionat segons el següent gràfic:
Habitants censats

### Habitatges
El 2007 hi havia 458 habitatges, 432 eren l'habitatge principal de la família, 12 eren segones residències i 13 estaven desocupats. 447 eren cases i 8 eren apartaments. Dels 432 habitatges principals, 338 estaven ocupats pels seus propietaris, 86 estaven llogats i ocupats pels llogaters i 8 estaven cedits a títol gratuït; 6 tenien una cambra, 23 en tenien dues, 43 en tenien tres, 85 en tenien quatre i 275 en tenien cinc o més. 318 habitatges disposaven pel capbaix d'una plaça de pàrquing. A 177 habitatges hi havia un automòbil i a 230 n'hi havia dos o més.

### Piràmide de població
La piràmide de població per edats i sexe el 2009 era:
| Homes | Edats   | Dones |
| ----- | ------- | ----- |
| 0     | 95 o +  | 0     |
| 0     | 90 a 94 | 4     |
| 8     | 85 a 89 | 4     |
| 0     | 80 a 84 | 8     |
| 8     | 75 a 79 | 24    |
| 16    | 70 a 74 | 8     |
| 12    | 65 a 69 | 28    |
| 20    | 60 a 64 | 40    |
| 24    | 55 a 59 | 8     |
| 36    | 50 a 54 | 72    |
| 36    | 45 a 49 | 24    |
| 68    | 40 a 44 | 32    |
| 52    | 35 a 39 | 56    |
| 52    | 30 a 34 | 52    |
| 40    | 25 a 29 | 24    |
| 9     | 20 a 24 | 16    |
| 28    | 15 a 19 | 44    |
| 80    | 10 a 14 | 36    |
| 48    | 5 a 9   | 32    |
| 32    | 0 a 4   | 48    |

## Economia
El 2007 la població en edat de treballar era de 756 persones, 558 eren actives i 198 eren inactives. De les 558 persones actives 523 estaven ocupades (287 homes i 236 dones) i 35 estaven aturades (16 homes i 19 dones). De les 198 persones inactives 82 estaven jubilades, 55 estaven estudiant i 61 estaven classificades com a «altres inactius».

### Ingressos
El 2009 a Martinvast hi havia 436 unitats fiscals que integraven 1.145 persones, la mediana anual d'ingressos fiscals per persona era de 20.519 €.

### Activitats econòmiques
Dels 61 establiments que hi havia el 2007, 4 eren d'empreses extractives, 1 d'una empresa alimentària, 4 d'empreses de fabricació d'altres productes industrials, 9 d'empreses de construcció, 12 d'empreses de comerç i reparació d'automòbils, 3 d'empreses de transport, 3 d'empreses d'hostatgeria i restauració, 2 d'empreses d'informació i comunicació, 2 d'empreses financeres, 3 d'empreses immobiliàries, 6 d'empreses de serveis, 10 d'entitats de l'administració pública i 2 d'empreses classificades com a «altres activitats de serveis».
Dels 13 establiments de servei als particulars que hi havia el 2009, 1 era una oficina de correu, 2 guixaires pintors, 3 fusteries, 2 lampisteries, 1 empresa de construcció, 1 perruqueria, 2 restaurants i 1 saló de bellesa.
Dels 7 establiments comercials que hi havia el 2009, 2 eren botiges de menys de 120 m², 1 una botiga de menys de 120 m², 1 una botiga de roba, 2 botigues de material esportiu i 1 una joieria.
L'any 2000 a Martinvast hi havia 28 explotacions agrícoles que ocupaven un total de 670 hectàrees.

## Equipaments sanitaris i escolars
El 2009 hi havia 1 farmàcia i 1 ambulància.
El 2009 hi havia una escola elemental.

## Poblacions més properes
El següent diagrama mostra les poblacions més properes.